# Slagsmålsklubben
Slagsmålsklubben (ofte forkortet til SMK) er en svensk elektro-gruppe fra Norrköping. Navnet, Slagsmålsklubben, er en direkte svensk oversættelse af titlen til bogen og filmen Fight Club. Gruppen har indtil nu udgivet tre fulde album. Sammen med deres andre projekter, 50 Hertz og Häxor och porr har de været med på Björk's opsamlings-CD Army of Me: Remixes and Covers.
Medlemmerne af SMK er Bjørn Nilsson, Hannes Stenström, Joakim "Beebop" Nybom, Joni Mälkki, Kimm Nilsson og Frej Larsson. Gruppens medlemmer har gang i mange andre projekter, så som 50 Hertz, Din Stalker, Hannes' solo-projekt og Offerprästers orkester, et af Frejs solo-projekter.
I 2005 flyttede hele bandet til Berlin. Til dato (juli 2008) bor Kim i Berlin, Hannes og Frej i Stockholm og Joni, Björn og Beebop i Norrköping.

## Historie
Slagsmålsklubben blev dannet den 2. november 2000 i Norrköping, Sverige af Joakim "Beebop" Nybom, Björn Nilsson og Joni Mälkki, alle tidligere medlemmer af punk rock-bandet The Solbrillers.
Idéen til at danne et synthpop opstod under en øvelsessession med The Solbrillers. Sangeren i bandet dukkede ikke op og de besluttede derfor at tilslutte Jonis gamle synthesizer til hans guitar-forstærker. De indspillede sammen et par sange, og hermed var SMK dannet.
Hannes Stenström kom med i gruppen et år senere i 2001, fordi han havde nogle gode synthesizere. Frej Larsson sluttede sig til bandet i 2003 efter de havde lavet 7"'en Hyreshusklossar sammen og i 2004 kom Kim Nilsson med.

## Diskografi

### Studiealbums
| Album information                                                                     |
| ------------------------------------------------------------------------------------- |
| Den svenske disco - Released: 10 June 2003 - Label: Beat That! Records                |
| Sagan om konungens årsinkomst - Released: 15 October 2004 - Label: Beat That! Records |
| Boss for Leader - Released: 11 April 2007 - Label: Djur And Mir/EMI                   |

### Singler
- Hit me hard – maxi single (2004)
- Den officiella OS-låten – maxi single (2004)
- His Morning Promenade – maxi single (2005)
- Malmö Beach Night Party – maxi single (2007)

### Andre Albums
- Fest I Valen
- Live In Rødby